# Tipula gimmerthali
Tipula gimmerthali är en tvåvingeart som beskrevs av Paul Lackschewitz 1925. Tipula gimmerthali ingår i släktet Tipula och familjen storharkrankar. Arten är reproducerande i Sverige.

## Underarter
Arten delas in i följande underarter:
- T. g. gimmerthali
- T. g. mattheyi
- T. g. pteromaculata